# センボンキツネノサカズキ
センボンキツネノサカズキ（Microstoma aggregatum）は、ベニチャワンタケ科に属する子嚢菌の一種。ミズナラ、カシワの枯れ木、倒木上に秋に発生。有柄で椀形、コップ状のものが多数集まり15cm以上の塊となる。はじめは白色でその後ピンク色にかわる。1988年に突哨山（北海道旭川市）で発見され、1990年に新種として報告された
。
見た目の特異さや後述する希少性から、キノコの研究者でつくる「菌学若手の会」により2013年、日本珍菌大賞5位に選ばれた。研究はあまり進んでおらず、毒キノコか否かも未確認である。
北海道で確認された生息地は3カ所だが、むしり取られるなどしてその後の調査で消失していることも多い。福島県川内村で発見された生息地は、福島第一原子力発電所事故後の除染でミズナラが伐採されてしまい、福島県が2017年に絶滅危惧種に指定した。